# China Spring (Texas)
China Spring es un lugar designado por el censo ubicado en el condado de McLennan en el estado estadounidense de Texas. En el Censo de 2010 tenía una población de 1.281 habitantes y una densidad poblacional de 107,01 personas por km².

## Geografía
China Spring se encuentra ubicado en las coordenadas 31°38′57″N 97°18′17″O / 31.64917, -97.30472. Según la Oficina del Censo de los Estados Unidos, China Spring tiene una superficie total de 11.97 km², de la cual 11.97 km² corresponden a tierra firme y (0%) 0 km² es agua.

## Demografía
Según el censo de 2010, había 1.281 personas residiendo en China Spring. La densidad de población era de 107,01 hab./km². De los 1.281 habitantes, China Spring estaba compuesto por el 93.21% blancos, el 0.94% eran afroamericanos, el 1.72% eran amerindios, el 0% eran asiáticos, el 0% eran isleños del Pacífico, el 2.89% eran de otras razas y el 1.25% pertenecían a dos o más razas. Del total de la población el 14.91% eran hispanos o latinos de cualquier raza.